# 1975 en Bretagne
 Chronologie de la Bretagne
- 1971
- 1972
- 1973
- 1974
- 1975
- 1976
- 1977
- 1978
- 1979

Cette page recense des événements qui se sont produits durant l'année 1975 en Bretagne.

## Société

### Faits sociétaux
- 15 août : Deux explosions endommagent la prise d'eau d'une turbine de la centrale nucléaire de Brennilis et détruisent un poste téléphonique. L'attentat est revendiqué par le FLB-ARB.

### Naissance
- 24 février à Brest : Mikael Bodlore-Penlaez, à l'état civil Michel Bolloré[1], auteur et cartographe breton.

- 6 avril à Brest : Philippe Collin, producteur de radio, auteur et journaliste. Il poursuit des études d'histoire à l'Université de Bretagne occidentale, à Brest[2].

## Culture

### Littérature
- Le Cheval d'orgueil, livre largement autobiographique de Pierre-Jakez Hélias, paraît chez Plon dans la collection Terre humaine. Il a été rédigé en breton et traduit en français par l'auteur[3].